# 夏尔-奥古斯特·德·贝里奥
夏尔-奥古斯特·德·贝里奥（法語：Charles-Auguste de Bériot，發音：[ʃaʁl oɡyst də beʁjo]；1802年2月20日—1870年4月8日），比利时小提琴家，作曲家。

## 生平
貝里奧出身於比利時魯汶一個貴族家庭，自少便跟著名小提琴兼作曲家乔瓦尼·巴蒂斯塔·维奥蒂的學生让-弗朗索瓦·蒂比（Jean-François Tiby）習琴。9歲時已舉行個人演奏會，但同年他的父母同時過身而變成孤兒，由蒂比收養。貝里奧除了他習琴外，亦跟隨另一位同樣是维奥蒂的門生安德烈·罗伯雷赫茨學習，在罗伯雷赫茨的議下，1821年貝里奧移居法國，很快便得到維奧蒂的賞識，並提議他跟隨皮埃尔·巴约學習。但只學習了數個月後，貝里奧決定以演奏家及教授小提琴為生。他分別成為法國查理十世及荷蘭威廉一世的宮廷音乐家，并在欧洲各地巡回演出。值得一提的是，除了身為小提琴手外，貝里奧亦是一名出色的鋼琴手，並曾到訪過中國。
貝里奧在第一次婚姻後曾淡出演奏界，但因妻子意外過身後，他便重新投入教學及演奏工作。1842年，巴约過身，巴黎音乐学院有意找貝里奧接任但被他所拒絕。1843年，他接受了布鲁塞尔皇家音乐学院的委任，成為小提琴教授，並在此成創立了「法比小提琴學派」（the Franco-Belgian school of violin playing），培訓出亨利·维厄当、海因里希·威廉·恩斯特、于贝尔·莱昂纳尔等著名小提琴家。1852年，由於視力開始衰退，因而辭任，1858年他被診斷為雙目失明，1866年更因他的左手癱瘓而正式終結其職業生涯。1870年於布魯塞爾逝世，遺體後來葬於拉肯墓園內。

## 家庭
貝里奧經歷了兩段婚姻，首先他與歌劇演唱者玛丽亚·马利夫兰於1829年邂逅，但由於當時梅麗布朗已有丈夫，兩人的關係要秘密進行，直至1835年梅麗布朗辦妥離婚協議後，才於1836年3月結婚。但好景不常，同年9月，梅麗布朗卻在英國曼徹斯特參加一個節慶活動時，因墮馬意外而過身。他們結婚前已誔下長子夏尔-威尔弗里德·德·贝里奥，他後來也成為一名鋼琴家和作曲家，並曾培育出拉威尔、里卡多·比涅斯及格拉纳多斯等人。
1841年﹐貝里奧出訪德國時，認識了維也納一名法官的義女胡貝爾（Marie Huber），並於同年結婚。胡貝爾也是一名出色的鋼琴手，並且是夏尔-威尔弗里德·德·贝里奥的啟蒙者。

## 作品
貝里奧的音樂作品以小提琴為主。共創作了10首協奏曲，以及大量各式各樣的小提琴小品曲、重奏曲等，另外他亦有出版小提琴教學法的書本。現時大部份作品都只限作為教學用途，真正在演奏廳內演奏的機會並不多，他的《芭蕾舞場景》，作品100、以及第7、9號小提琴協奏曲是極少數仍流傳至今的作品。
唱片發行商NAXOS打算灌錄全套貝里奧的小提琴協奏曲，現時已完成了灌錄其中九首，並且包括了其他獨奏及二重奏作品。

### 外部連結
- 夏尔-奥古斯特·德·贝里奥的免费乐谱，由国际乐谱典藏计划提供